# Хохлатское
Хохла́тское — село в Ромненском районе Амурской области, Россия. Входит в Чергалинский сельсовет. Село — спутник административного центра Чергалинского сельсовета села Чергали.

## География
Село Хохлатское расположено в 1 км к северо-западу от села Чергали, к северо-востоку от районного центра Ромненского района села Ромны.
Село Хохлатское стоит на правом берегу реки Чергаль, примерно в 3 км до впадения её в реку Горбыль (левый приток реки Томь).

## История
До декабря 1977 года административный центр Хохлатского сельсовета. После официальной регистрации населенного пункта центральной усадьбы совхоза «Советский» как село Чергали в 1977 году одновременно центр Хохлатского сельсовета перенесён из села Хохлатское в село Чергали с переименованием в Чергалинский сельсовет по наименованию села Чергали.

## Население
| 2002 | 2010 | 2012 | 2013 | 2014 | 2015 | 2016 |
| ---- | ---- | ---- | ---- | ---- | ---- | ---- |
| 56   | ↘42  | ↘40  | ↗43  | ↗48  | →48  | ↘43  |
| 2017 | 2018 |      |      |      |      |      |
| ↘42  | ↘36  |      |      |      |      |      |

## Инфраструктура
Личное подсобное хозяйство с зоной сельскохозяйственного использования, индивидуальная застройка усадебного типа.

## Транспорт
Дорога к селу Хохлатское от районного центра Ромны идёт через Братолюбовку и Чергали, расстояние — 21 км.
На северо-запад от села Хохлатское идёт дорога к селу Райгородка.
Автобусное сообщение с райцентром. Остановка общественного транспорта «Хохлатское».